# 王中江
王中江（1957年—），男，河南汝州人，中国哲学史家，北京大学哲学博士。曾任河南省社会科学院哲学研究所所长、中国社会科学院历史研究所研究员、清华大学人文社科学院教授，现任北京大学哲学系教授、博士生导师、教育部长江学者特聘教授，中华孔子学会会长（2015年10月－）。主要研究领域为东周儒家和道家哲学、出土文献和近现代哲学。

## 生平
1983年毕业于郑州大学哲学系（毕业论文《王阳明哲学的评价问题》）。1986年取得北京大学哲学系中国哲学史专业硕士学位（导师楼宇烈，论文《金岳霖知识论中的意念论之分析》）。1989年取得北大中国哲学史哲学博士学位（导师张岱年，博士论文《严复与福泽谕吉:中日启蒙思想比较》）。
1989年进入河南省社会科学院哲学研究所工作，1991年晋升副研究，1995年晋升研究员，先后任哲学研究所副所长和所长。1998年被河南大学聘为研究生导师。2000年进入中国社会科学院历史研究所任研究员。2004年进入清华大学人文社会科学学院任教授和博导。现任北京大学哲学系中国哲学教研室教授。

## 头衔
- 山东省泰山学者
- 教育部长江学者特聘教授

## 社会兼职
- 1994年，安徽大学胡适研究中心聘为兼职研究员
- 1995年，当选冯友兰研究会副会长
- 1997年，加拿大文化更新研究中心聘为荣誉研究员
- 1997年，当选河南省哲学学会副会长
- 2000年，聘为中华孔子学会理事
- 2004年，当选中华孔子学会副会长
- 2015年，当选中华孔子学会会长
- 老子学研究会会长
- 张岱年研究会会长
- 中国孟子研究院特聘专家
- 中国孔子基金会学术委员会副主任